# Douglas (Massachusetts)
Pour les articles homonymes, voir Douglas.
La ville de Douglas est située dans le comté de Worcester, dans l’État du Massachusetts, aux États-Unis. Sa population s’élevait à 8 471 habitants lors du recensement de 2010.

## Source
- (en) Cet article est partiellement ou en totalité issu de l’article de Wikipédia en anglais intitulé « Douglas, Massachusetts » (voir la liste des auteurs).